# Wolamassakern

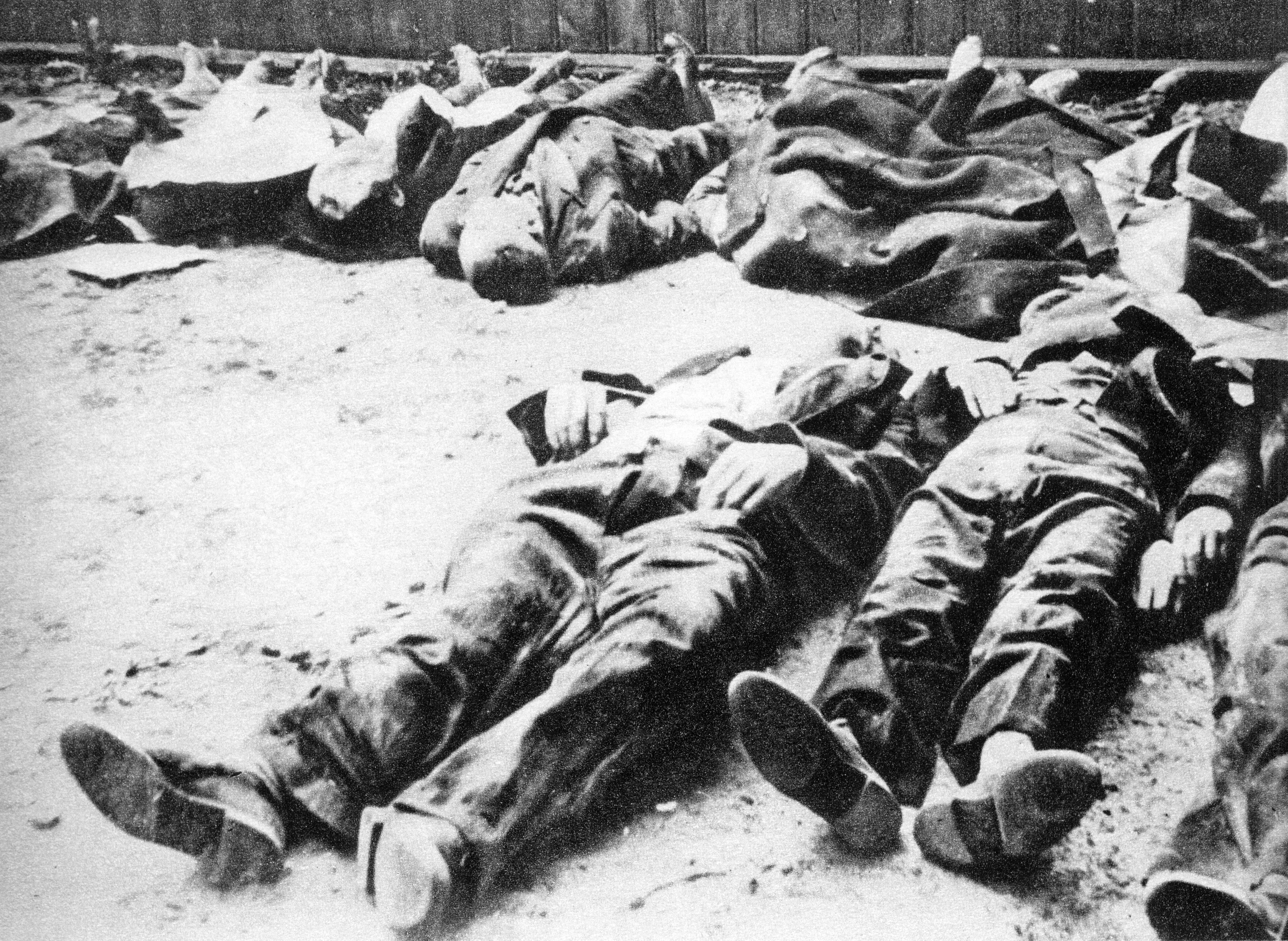
Offer vid Wolamassakern.

Wolamassakern (polska: Rzeź Woli) ägde rum den 5–12 augusti 1944 i distriktet Wola i västra Warszawa i samband med Warszawaupproret. Man beräknar att mellan 40 000 och 50 000 civilpersoner sköts ihjäl av nazityska SS, sedan de radats upp. De huvudansvariga för blodbadet var Oskar Dirlewanger, Heinz Reinefarth och Bronislaw Kaminski. Dirlewanger greps den 1 juni 1945 i Altshausen och dog senare i ett franskt fångläger, medan Reinefarth aldrig ställdes inför rätta.

### Fotnoter
1. ↑  ”Uprising to free Warsaw begins” (på engelska). BBC. 1 augusti 2002. http://news.bbc.co.uk/onthisday/hi/dates/stories/august/1/newsid_3932000/3932555.stm. Läst 24 augusti 2019.